# Tatort: Letzte Zweifel
Letzte Zweifel ist ein Fernsehfilm aus der Krimireihe Tatort. Die Folge wurde vom Südwestrundfunk unter der Regie von Christoph Stark produziert und erstmals am 28. März 2005 im Deutschen Fernsehen ausgestrahlt. Es ist die 593. Folge des Tatorts und 33. Episode mit der Ludwigshafener Ermittlerin Lena Odenthal (Ulrike Folkerts). Für ihren Kollegen Mario Kopper (Andreas Hoppe) ist es der 24. Fall.

## Handlung
In den Rheinauen wird eine junge Frau mit teuren Schuhen und Schmuck aufgefunden. Der Sicherheitsschlüssel in ihrer Handtasche führt die Ermittler in den Betrieb von Horst Cervinski. Die Nachricht vom Tod seiner Frau macht ihn sprachlos. Seine Frau hatte die vergangene Nacht angeblich bei einer Freundin, Claudia Schmitter, verbracht. Auf dem Nachttisch finden die Kommissare eine große Zahl an psychologischen Büchern, die Hinweise auf Probleme von Karina Cervinski geben. Die esoterisch und astrologisch angehauchte Claudia Schmitter spricht von Reinkarnationen und deutet einen Liebhaber an.
Die Ermittlungen führen zum Psychotherapeuten Richard Gelpke, der am Gericht aufzufinden ist und sich auf seine Schweigepflicht beruft. Der Rechtsmediziner kann den Todeszeitpunkt nur sehr ungenau angeben, da die Tote unbestimmte Zeit im Wasser lag. Allerdings konnte er aktives Sperma und eine frühe Schwangerschaft feststellen. Laut Aussage von Horst Cervinski wollte seine Frau keine Kinder. In der Nacht fängt er "Seelenklempner" Gelpke ab und wirft ihm ein Verhältnis mit seiner Frau vor. Am nächsten Tag gibt er den beiden Kommissaren gegenüber zu, am Tatabend das Schokoladengeschäft von Frau Schmitter aufgesucht zu haben, um seine Frau zur Rede zu stellen. Allerdings traf er sie nicht an.
Becker kann durch clevere Beobachtung den Todeszeitpunkt genauer bestimmen, der nun Cervinski entlastet und damit den unbekannten Liebhaber immer wichtiger werden lässt. Endlich kooperiert Gelpke mit Odenthal. Er nennt den Grund für Karina Cervinskis Angststörungen, die auch die Basis der Eheschließung waren, da sie Sicherheit suchte. Sie war aber auch auf der Suche nach Liebe. Cervinskis wichtigster Mann im Betrieb und ehemaliger Doktorand, Michael Stamm, der viel Freizeit mit der Toten verbrachte und auf Macho macht, passt ideal ins Bild eines Liebhabers. Die DNA-Analyse des Spermas passt zu keinem der in Frage kommenden Männer.
In einem der vielen Bücher von Karina Cervinski findet Kopper eine Rechnung für mehrere Bücher mit einem exorbitanten Rabatt. Buchhändler Heiko Schwarz kommt darüber in Erklärungsnöte und versucht zu fliehen. Dabei stürzt er so schwer, dass er ins Koma fällt. Seine Frau gibt als Erklärung für seine Flucht an, dass er befürchten musste, dass sich durch sein wiederholtes Fremdgehen seine Frau und die beiden geliebten Töchter von ihm trennen würden und er dadurch in Panik geriet. In seiner Studentenbude finden sich nicht nur vielfältige Spuren der Toten, sondern auch die Tatwaffe – ein schweres Buch. Schwarz gibt das Verhältnis zu. Am Tatabend fand er die Tote jedoch schon ohne Lebenszeichen vor und brachte sie weg.
Nach einem Gerangel mit Michael Stamm erzählt Horst Cervinski, dass seine Frau vor sieben Jahren einen Unfall verschuldete mit fatalen Folgen für die Beifahrerin des entgegenkommenden Fahrzeugs. Für Odenthal deutet dies auf einen Racheakt des Psychologen Gelpke hin, da die Behinderung seiner Frau ihr gemeinsames Leben zerstörte. Gelpke ist jedoch nicht beizukommen, zumal es sich am Ende herausstellt, dass seine krankhaft eifersüchtige Frau zugeschlagen hat und er ihre Tat nur vertuschen wollte.

## Rezeption

### Einschaltquote
Bei ihrer Erstausstrahlung in Deutschland am 28. März 2005 sahen 8,02 Millionen Zuschauer die Folge Letzte Zweifel, was einem Marktanteil von 22,80 Prozent entsprach.

### Kritik
Die Kritiker der Fernsehzeitschrift TV Spielfilm geben für diesen Tatort den Daumen zur Seite und meinen, die Geschichte wäre „esoterisch, therapeutisch, zu verschroben“.